# العمري (السوادية)

تعديل مصدري - تعديل

العمري هي إحدى قرى عزلة ال منصور بني وهب بمديرية السوادية التابعة لمحافظة البيضاء، بلغ تعداد سكانها 154 نسمة حسب تعداد اليمن لعام 2004.